# ArcelorMittal Poland Dabrowa Gornicza
ArcelorMittal Poland Dąbrowa Górnicza (побудований як комбінат «Катовиці», пол. Huta Katowice) — металургійний комбінат у Польщі, в місті Домброва-Гурнича, що біля міста Катовиці, у Верхньосілезькій агломерації. Почав роботу 1975 року під назвою «Катовиці» (сучасна назва «ArcelorMittal Poland Dąbrowa Górnicza» — з 2006 року).

## Історія
Будівництво комбінату «Катовиці» було розпочато 15 квітня 1972 року і відбувалося за допомоги СРСР. 1975 року було завершено першу чергу будівництва і в цей рік тут було виплавлено 4 млн т сталі. 2 грудня 1976 року було задуто першу доменну піч і незабаром отримано перший чавун. Доменні печі комбінату працювали на довізній переважно з України (з Криворізького залізорудного басейну) залізній руді і місцевому коксі. Для довезення руди у 1976–1978 роках було побудовано Металургійну ширококолійну магістраль, а для випалу коксу було побудовано коксохімічний завод у Здзешовіце.
По завершенні будівництва комбінату генеральний секретар ЦК КПРС Л. Брежнєв був нагороджений відзнакою Почесний будівельник металургійного комбінату «Катовиці» (1976).
1981 року робітники заводу брали участь у страйках польської профспілки Солідарність.
З розпадом комуністичного блоку і втратою ринків збуту на сході, комбінат мав фінансові проблеми і на початку 2000-х років був визнаний банкрутом. 1992 року на заводі працювало 23240 працівників, 2006 року кількість працюючих становила 4073 особи. [джерело?] 14 січня 2005 року завод придбала металургійна компанія Mittal Steel і комбінат було перейменовано на Mittal Steel Poland S.A. Після злиття Mittal Steel з компанією Arcelor, комбінат отримав назву ArcelorMittal Poland Dabrowa Gornicza.

## Сучасність

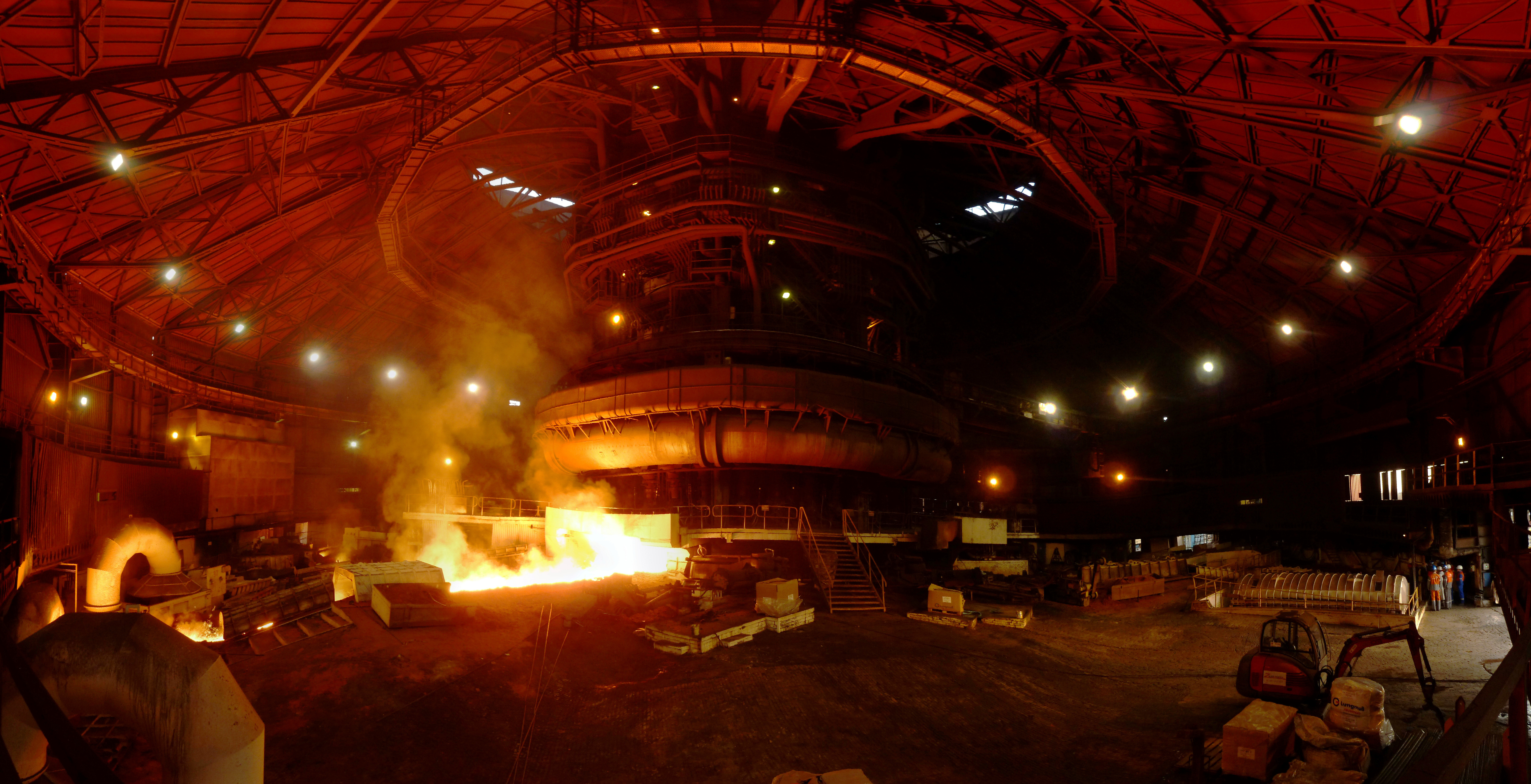
На ливарному дворі однієї з доменних печей комбінату під час випуску чавуну.

2013 року на комбінаті працювало 3695 осіб.
На заводі розміщено 3 доменних печі (після 2010 року проведено реконструкцію доменних печей № 2 і № 3), працює киснево-конверторне відділення для виплавки сталі, 2 установки безперервного розливу сталі, прокатне виробництво. 2014 року готувався до введення в експлуатацію прокатний стан для виробництва залізничних рейок довжиною 120 м. Відбувається модернизація на коксохімічному заводі у Здзешовіце, яка має завершитись 2016 року. Доставка руди на доменні печі відбувається конвеєром через базу у сусідньому місті Славкув.